# 維克托·波克羅夫斯基
維克托·列昂尼多維奇·波克羅夫斯基（俄语：Виктор Леонидович Покровский；1889年—1922年11月9日），俄羅斯帝國陸軍中將，為俄國內戰中的白軍將領之一。

## 生平
波克羅夫斯基早年就讀聖彼得堡的帕夫洛夫斯克軍官學校、塞瓦斯托波爾軍事航空學校，於一次大戰期間在俄軍中擔任飛行員，曾以戰功獲頒聖喬治十字勳章，也是一次大戰的俄軍王牌飛行員之一。
在1917年十月革命後，波克羅夫斯基在庫班地區組織了反抗布爾什維克的武裝，庫班人民共和國也將他晉升為上校、少將。1918年3月，在與紅軍連番惡戰之後，波克羅夫斯基被迫撤出庫班首府葉卡捷琳諾達爾，隨後轉而投效拉夫爾·科爾尼洛夫所成立的志願軍，隨鄧尼金、弗蘭格爾等部轉戰俄國南部各地，負責統率白軍中的庫班哥薩克與高加索部隊。
1919年夏季，波克羅夫斯基在奪取察里津、卡梅申等地的戰役中扮演關鍵角色；但他喜好虐殺俘虜的做法也招致不少同袍的批評。
俄國內戰末期，波克羅夫斯基隨弗蘭格爾退守克里米亞，但兩人在指揮上出現分歧，波克羅夫斯基遂在1920年4月離職而去，後移居保加利亞，並繼續在當地參加反共活動。1922年11月9日，波克羅夫斯基捲入一樁謀殺案，並因拒捕而遭警方開槍射殺。